# Robert M. Haas
Robert M. Haas (Newark, 3 gennaio 1889 – Costa Mesa, 17 dicembre 1962) è stato uno scenografo statunitense.
È stato due volte candidato ai Premi Oscar nella categoria migliore scenografia: nel 1948 per il film Vita col padre e nel 1949 per Johnny Belinda.

## Filmografia parziale
- Blackbirds, regia di John Francis Dillon (1920)
- Something Different, regia di Roy William Neill (1920)
- Sheltered Daughters, regia di Edward Dillon (1921)
- Quella che vi ama (The Gilded Lily), regia di Robert Z. Leonard (1921)
- La vita è un sogno (Forever), regia di George Fitzmaurice (1921)
- La maschera di carne (Footlights), regia di John S. Robertson (1921)
- La suora bianca (The White Sister), regia di Henry King (1923)
- The Reckless Lady, regia di Howard Higgin (1926)
- Smart Money, regia di Alfred E. Green (1931)
- The Maltese Falcon, regia di Roy Del Ruth (1931)
- Lady Killer, regia di Roy Del Ruth (1933)
- Dinamite doppia (Picture Snatcher), regia di Lloyd Bacon (1933)
- Guerra bianca (Employees' Entrance), regia di Roy Del Ruth (1933)
- Three on a Match, regia di Mervyn LeRoy (1932)
- Abbasso le donne (Dames), regia di Ray Enright (1934)
- Housewife, regia di Alfred E. Green (1934)
- Follia messicana (In Caliente), regia di Lloyd Bacon (1935)
- Mariti in pericolo (The Goose and the Gander), regia di Alfred E. Green (1935)
- Caino e Adele (Cain and Mabel), regia di Lloyd Bacon (1936)
- La vita del dottor Pasteur (The Story of Louis Pasteur), regia di William Dieterle (1936)
- Il principe e il povero (The Prince and the Pauper), regia di William Keighley e di (non accreditato) William Dieterle (1937)
- Milionario su misura (The Perfect Specimen), regia di Michael Curtiz (1937)
- Tramonto (Dark Victory), regia di Edmund Goulding (1939)
- La città del peccato (City for Conquest), regia di Anatole Litvak (1940)
- Bombardieri in picchiata (Dive Bomber), regia di Michael Curtiz (1941)
- Agguato ai tropici (Across the Pacific), regia di John Huston (1942)
- Perdutamente tua (Now, Voyager), regia di Irving Rapper (1942)
- Janie, regia di Michael Curtiz (1944)
- La signora Skeffington (Mr. Skeffington), regia di Vincent Sherman (1944)
- Appassionatamente (Devotion), regia di Curtis Bernhardt (1946)
- Vita col padre (Life with Father), regia di Michael Curtiz (1947)
- Johnny Belinda, regia di Jean Negulesco (1948)
- I dannati non piangono (The Damned Don't Cry), regia di Vincent Sherman (1950)

## Galleria d'immagini

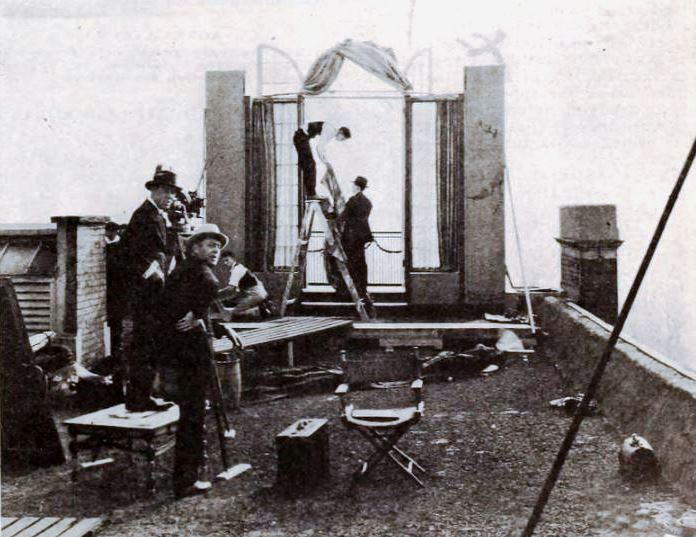
Costruzione di un set di The Gilded Lily (1921)
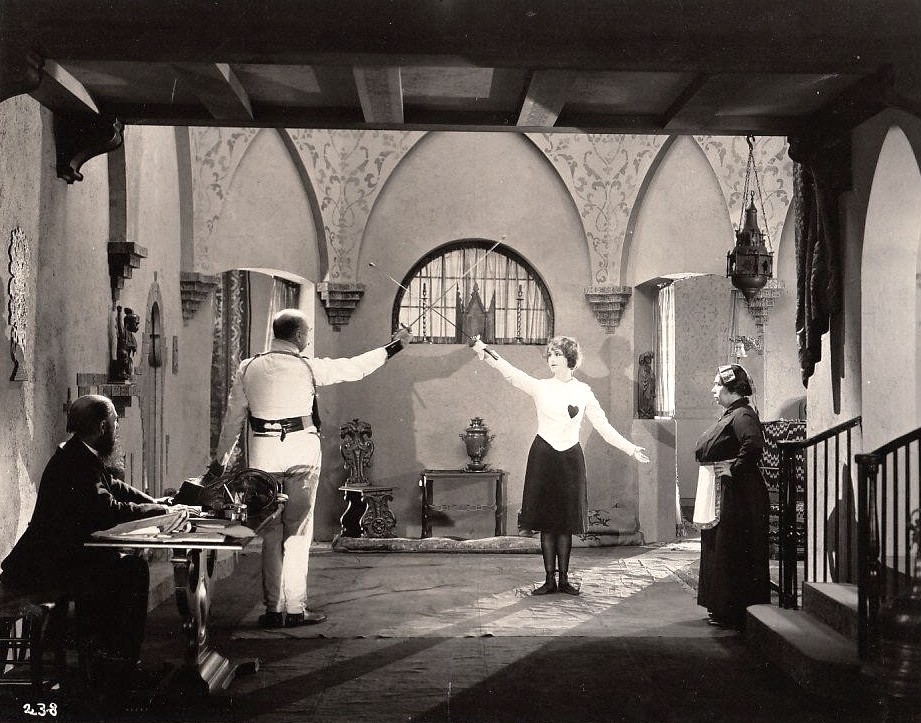
Robertson scherma con Elsie Ferguson sul set di Footlights (1921)
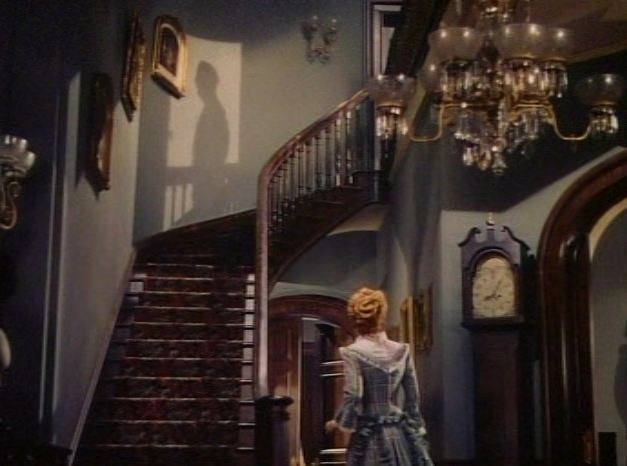
Vita col padre (1947)